# Kampong Trabaek
Huyện Kampong Trabaek (tiếng Khmer: ស្រុកកំពង់ត្របែក) là một huyện nằm ở tỉnh Prey Veng, đông nam Campuchia. Huyện này có dân số 106.555 người (năm 1998).

## Vị trí
Kampong Trabaek nằm ở phía Đông Nam tỉnh Prey Veng, trên biên giới Việt Nam - Campuchia, phía Bắc giáp huyện Me Sang, phía Tây Bắc giáp huyện Ba Phnom, phía Tây giáp huyện Preah Sdach. Phía Nam huyện Kampong Trabaek là biên giới với các tỉnh Đồng Tháp (huyện Tân Hồng ở phía Tây Nam) và Long An (huyện Tân Hưng, Long An ở phía Nam) của Việt Nam. Phía Đông huyện Kampong Trabaek là ranh giới với tỉnh Svay Rieng.
Huyện Kampong Trabaek gồm 12 xã và một thị trấn là các xã, thị trấn sau:
- Ansaong: Kreul, Angveah Muoy Roy, Ansaong, Ta Pung, Sambuor, Ta Aong, Banteab Bos, Trapeang Roka
- Cham: Roung, Cham, Ka Thum, Prasdach, Prey Kansa, Pech Roatn, Veal, Roluos, Chipeay, Krang Leav
- Cheang Daek: Boeng Kratueb, Ta Meas, Cheang Daek, Ponhea Kaeut, Krouch, Prey Rumlong, Angk, Krang Veaeng, Angkrong, Oknha Soeng, Thnoeng, Ta Bol
- Chrey: Traok, Pnov, Trapeang Re, Dak Por, Chrey, Chambak, Doung, Samraong, Svay Pak
- Kansoam Ak (Kansaom Ak): Kansaom Ak, Balang, Chruol, Ta Teang, Trapeang Run, Prey Andoung, Prey Khmau, Krouch, Toap Siem
- Kou Khchak: Kou Khchak, Prey Thum, Kou Kraok, Skar, Prey Kuy, Hab, Chamreh, Trapeang Trav, Romeas Chhor, Kraol, Prey Snuol, Trav
- Peam Montear: Angkor Angk, Peam Montear, Set Kramuon, Chamnang Teak, Krachab, Kraom, Krachab Leu, Sakhakkar, Ta Kaev, Dangkieb Kdam, Preaek Ta, Khlam
- Prasat: Prasat, Chambak, Ampil, Poan Voat, Chrolong, Dang Tung, Bei, Phlong, Thkov
- Pratheat: Chheu Teal, Roluos, Chhvang, Traok, Tramot, Pou, Angkanh, Pratheat, Prey Nheat
- Prey Chhor: Prey Ta Nen, Doung, Tbaeng, Pnov, a Kreach, Prey Damrei, Prey Mnoas, Svay Chek
- Prey Poun: Chi Peay, Chi Ak, Prey Samraong, Beng, Prey Krang, Prey Poun, Ta Proy, Trapeang Krasang
- Thkov: Ta Ho, Thum, Pouthi Vongs, Pou, Tbaeng, Ruessei, Ta Mung
- Kampong Trabaek (thị trấn): Tuol Roka, Khmaer Eslam, Preaek Phdau, Anlong Chak, Roka Thum, Kampong Svay Kaeut, Kampong Svay Lech, Kampong Trabaek, Anlong Reach, Boeng Khyang